# Sara Masotti
Sara Masotti (Ravenna, 3 agosto 1979) è un'attrice e cantante italiana.
Ha svolto gran parte del suo lavoro con importanti compagnie di teatro di ricerca italiano come Fanny & Alexander, Orthographe e Chiara Guidi della Socìetas Raffaello Sanzio.

## Teatro

### Con i Fanny & Alexander
- 2002 - Requiem
- 2003 - Alice vietato > 18 anni

Ada Cronaca Familiare
Progetto di undici opere fra installazioni performance e concerti ispirati a Ada o ardore di Vladimir Vladimirovič Nabokov (Premio Ubu speciale 2004/5).
- 2003 - Ardis I (Les Enfants maudits)
- 2004 - Adescamenti
- 2004 - Rebus per Ada
- 2004 - Ardis II
- 2005 - Promenada
- 2005 - Lucinda Museum
- 2005 - Vaniada
- 2005 - Aqua Marina

### Con gli Ortographe
- 2005 - Orthographe de la physionomie en mouvement
- 2007 - Tentativi di volo

### Con la Societas Raffaello Sanzio
- 2007 - Un Madrigale appena narrabile
- 2009 - L'ultima volta che vidi mio padre

### Con Un'Ottima Lettera
- 2012 - De Plaga Cordis

## Filmografia
- R for REDRUM - regia Luigi De Angelis (Fanny & Alexander, 2002)
- Morning Smile - regia: Nadia Ranocchi, David Zamagni (Zapruder filmmakersgroup, 2005)
- Rebus per Ada - regia: Luigi de Angelis (Fanny & Alexander, 2006 - DVD edito da Luca Sossella Editore)
- DAIMON - Il Laceratore - regia: David Zamagni, Nadia Ranocchi (Zapruder filmmakersgroup, 2006)
- DAIMON - XXX - regia: David Zamagni, Nadia Ranocchi (Zapruder filmmakersgroup, 2006)
- DAIMON - L'ALLELUIA - regia: David Zamagni, Nadia Ranocchi (Zapruder filmmakersgroup, 2007)
- DAIMON - L'HEGEMONIKON Il Sovrano Interiore - regia: David Zamagni, Nadia Ranocchi (Zapruder filmmakersgroup, 2007)
- L'acqua sulla pelle - regia di Alessandro Quadretti (2007)
- Et Mondana Ordinare - regia: Daniela Persico (Quarto Film, 2009)
- DAIMON - regia: David Zamagni, Nadia Ranocchi (Zapruder filmmakersgroup, 2009)
- Cock-Crow - regia: David Zamagni, Nadia Ranocchi (Zapruder filmmakersgroup, 2009)
- All Inclusive - regia: David Zamagni, Nadia Ranocchi (Zapruder filmmakersgroup, 2010)
- La colpa - regia: Maria Martinelli